# Крупенский, Тудор Егорович
Ту́дор (Фёдор) Его́рович Крупе́нский (1787 — 1843) — чиновник особых поручений при бессарабском наместнике, надворный советник.
Происходил из старинного боярского рода Молдавского княжества. Младший брат бессарабского вице-губернатора Матвея Егоровича Крупенского.
С 29 июня 1816 года состоял чиновником особых поручений при бессарабском наместнике, а с 4 февраля 1822 по 11 января 1825 года — первым советником Бессарабского гражданского суда. Дослужился до чина надворного советника. В Кишинёве имел домашний театр, который часто посещал Пушкин. Упоминается в его стихотворении «Тадарашка в вас влюблен…».
Был женат на Смарагде Дмитриевне Мурузи.